# Sidi al-Achdar
Sidi al-Achdar (arab. ‏سيدي الاخضر‎, Sīdī al-Aḫḍar; fr. Sidi Lakhdar) – miejscowość w północnej Algierii, w wilai Ajn ad-Dafla, siedziba administracyjna gminy Sidi al-Achdar. W 2008 roku liczyła 13 715 mieszkańców.